# Joseph Merrick (missionnaire)
Pour les articles homonymes, voir Merrick.
Ne doit pas être confondu avec Joseph Merrick.
Joseph Merrick (août 1808 – 22 octobre 1849) est un missionnaire chrétien baptiste jamaïcain. Assisté de Joseph Jackson Fuller, il a établi la première mission sur la côte du Cameroun.

## Biographie

### Enfance et débuts
Merrick est né en août 1808 en Jamaïque . Il a commencé à prêcher en 1837, puis il a été ordonné missionnaire en 1838.  

### Ministère
En 1842, le pasteur John Clarke et G. K. Prince, membres de la Société missionnaire baptiste, étaient à la recherche de laïcs jamaïcains prêts à se joindre à eux pour une mission d'évangélisation sur la côte du Cameroun et Merrick s'est engagé. Le groupe rejoint l'Angleterre, le 8 septembre 1842 et est arrivé à Port Clarence (Malabo) Fernando Poo (île de Bioko, Guinée équatoriale) en 1843, puis a rejoint Bimbia au Cameroun . En 1844, demande à William Ier de Bimbia, roi des Isubu l'autorisation d'établir une église sur le continent. Malgré une résistance initiale, le roi y consent, et Merrick fonde la « Mission du jubilé » en 1844. Cette même année, il fonde une école . Durant les quatre à cinq ans suivants, il traduit des écrits du Nouveau Testament en langue Isubu.
Il construit une machine à brique et une presse d'imprimerie, pour publier sa traduction de la Bible et un manuel pour l'enseignement en Isubu.
Merrick a fait des incursions dans l'intérieur des terres camerounaises, notamment en escaladant le mont Cameroun, et devenant le premier non-Africain à rendre visite au peuple Bakoko. En 1849, Merrick est en mauvaise santé, aussi il décide de prendre un congé de convalescence en Angleterre mais, le 22 octobre, il meurt en mer.

### Postérité et tourisme
Joseph Jackson Fuller prend sa succession à la tête de la station missionnaire  et de la congrégation de Bimbia. Alfred Saker fait usage de l'imprimerie de Merrick pour imprimer et diffuser la Bible en langue douala. Une statue représentant Joseph Merrick, le pasteur jamaïcain, est érigée à Bonangombè, (Bimbia)

## Distinctions
Le collège Joseph Merrick Baptist à Ndu dans la Province du nord-ouest au Cameroun, lui doit son nom.